# Mentor (Minnesota)
Mentor és una població dels Estats Units a l'estat de Minnesota. Segons el cens del 2000 tenia 150 habitants.

## Demografia
Segons el cens del 2000, Mentor tenia 150 habitants, 82 habitatges, i 45 famílies. La densitat de població era de 30,6 habitants per km².
Dels 82 habitatges en un 17,1% hi vivien nens de menys de 18 anys, en un 42,7% hi vivien parelles casades, en un 6,1% dones solteres, i en un 45,1% no eren unitats familiars. En el 41,5% dels habitatges hi vivien persones soles el 26,8% de les quals corresponia a persones de 65 anys o més que vivien soles. El nombre mitjà de persones vivint en cada habitatge era d'1,83 i el nombre mitjà de persones que vivien en cada família era de 2,44.
Per edats la població es repartia de la següent manera: un 14% tenia menys de 18 anys, un 4,7% entre 18 i 24, un 24% entre 25 i 44, un 30,7% de 45 a 60 i un 26,7% 65 anys o més.
L'edat mediana era de 49 anys. Per cada 100 dones de 18 o més anys hi havia 104,8 homes.
La renda mediana per habitatge era de 21.705 $ i la renda mediana per família de 27.917 $. Els homes tenien una renda mediana de 24.688 $ mentre que les dones 16.250 $. La renda per capita de la població era de 12.972 $. Entorn del 3,6% de les famílies i el 13,5% de la població estaven per davall del llindar de pobresa.

## Poblacions més properes
El següent diagrama mostra les poblacions més properes.